# نفرتيتي وأخناتون (فلم قصير)
نفرتيتي وأخناتون (بالإنجليزية: Nefertiti and Akhenaten بالأسبانية: Nefertiti y Aquenatos) هو فيلم تلفزيوني مكسيكي قصير أُصدر عام 1973 من إخراج راؤول أريزا. من بطولة جيرالدين تشابلن وصلاح ذو الفقار وجون غافن. الفيلم من إنتاج شركة تيليسيستيما ميكسيكينا.

## طاقم التمثيل
- جيرالدين تشابلن في دور نفرتيتي
- صلاح ذو الفقار في دور حور أم حب
- جون غافن في دور أخناتون
- نورما جوردان